# Liam Dallimore
Liam Dallimore (* 31. Mai 1996 in Oxford, Vereinigtes Königreich) ist ein neuseeländischer Eishockeyspieler, der seit 2013 für die Canterbury Red Devils in der New Zealand Ice Hockey League spielt. Im Südhalbkugelsommer spielte er zeitweise in Europa, zuletzt in der Spielzeit 2022/23 bei Milenio Logroño in Spanien.

## Karriere
Liam Dallimore, der 2004 mit seinem Vater und seinen beiden älteren Brüdern nach Neuseeland auswanderte, begann seine Karriere bei den Canterbury Juniors in Christchurch. Seit 2013 spielt er für die Canterbury Red Devils in der New Zealand Ice Hockey League, in der er seither jede Saison absolvierte und mit denen er 2013 und 2014 deren bislang letzte neuseeländische Meistertitel errang. Im Südhalbkugelsommer zieht es ihn von Zeit zu Zeit nach Europa. So spielte er 2011/12 in seiner britischen Geburtsstadt Oxford für dortige Juniorenmannschaften, 2016/17 beim oberbayerischen EV Aich in dessen U23-Mannschaft und zuletzt 2022/23 bei Milenio Logroño in der spanischen Superliga.

### International
Für Neuseeland nahm Dallimore im Juniorenbereich an den U18-Junioren-Weltmeisterschaften der Division III 2013 und 2014 sowie der U20-Weltmeisterschaft 2015 ebenfalls in der Division III teil.
Sein Debüt in der Herren-Nationalmannschaft gab Dallimore bei der Weltmeisterschaft 2023 in der Division II.

## Erfolge und Auszeichnungen
- 2013 Neuseeländischer Meister mit den Canterbury Red Devils
- 2014 Neuseeländischer Meister mit den Canterbury Red Devils

## NZIHL-Statistik
(Stand: Ende der Saison 2023)